# خوان فيديريكو بونس فيدس
خوان فيديريكو بونس فيدس (بالإسبانية: Federico Ponce Vaides)‏ (26 أغسطس 1889 - 16 نوفمبر 1956). كان رئيسا مؤقتا لغواتيمالا من 4 يوليو 1944 إلى 20 أكتوبر 1944. أطيح به إثر انتفاضة شعبية في أكتوبر 1944 التي بدأت الثورة في غواتيمالا.
سبقه في الحكم الدكتاتور خورخي أوبيكو ذ كاستانيدا، الذي حكم غواتيمالا من 1931 حتى 1944، لكن أوبيكو أُجبر على ترك الحكم في 1 يوليو 1944 بسبب الحركة الداعية للديمقراطية. وقام أوبيكو بترشيح ثلاثة من الجنرالات لخلافته، من بينهم بونس، الذي أجبر البرلمان على اختياره رئيسا مؤقتا. تعهد بونس بإجراء انتخابات حرة في وقت قريب، لكنه في نفس الوقت قمع الاحتجاجات. عُلقت حرية الصحافة، واستمرت الاعتقالات التعسفية، ومنعت الخدمات عن النصب التذكاري لقتلى الثورة.
لكن الاحتجاجات زادت لدرجة أن الحكومة فشلت في إخمادها، وبدأت المناطق الريفية أيضا احتجاجا على الديكتاتورية. بدأت الحكومة في استخدام الشرطة لتخويف السكان الأصليين لإبقائها في السلطة من خلال الانتخابات القادمة، مما أدى إلى مزيد من الدعم للثورة المسلحة. وكان الجيش بدأ الإعداد لانقلاب.